# 1,6-己二醇二丙烯酸酯
1,6-己二醇二丙烯酸酯（HDDA或HDODA）是一种双官能丙烯酸酯单体，用于制造聚合物。它特别适用于紫外光固化应用。此外，它还用于粘合剂、密封剂、醇酸涂料、弹性体、光聚合物和油墨，以提升附着力、硬度、耐磨性和耐热性。它与其他丙烯酸酯单体一样，通常添加有自由基抑制剂，例如氢醌。

## 制备
这个材料由1,6-己二醇与丙烯酸经酸催化酯化反应制得。

## 其他用途
由于这个化合物的分子含有丙烯酸官能团，它能够与胺发生迈克尔加成反应。因此它可以用于环氧化学反应中，大大加快固化时间。